# Equipo de Copa Davis de Cuba
El Equipo de Copa Davis de Cuba representa a este país en la Copa Davis. Está a cargo de la Federación Cubana de Tenis.

## Historia
Cuba compitió en Copa Davis por primera vez en 1924.
Su mejor actuación fue haber llegado a la primera ronda del Grupo Mundial en la edición de 1993, a la que llegó luego de derrotar a Chile en la Zona I Americana y tras el walkover producido por el retiro de Yugoslavia en 1992. En esa oportunidad, enfrentó al equipo de Suecia en Kalmar, siendo derrotado por los locales por 4-1.

## Uniformes.
|  |  |  |  |  |  |  |